# 電子大提琴
電子大提琴（英語：electric cello）是一種以電子方式擴音的大提琴，與傳統大提琴不同，電子大提琴不依賴聲學共鳴箱反饋來產生聲音，而是透過拾音器將琴弦震動轉換為電子訊號，再透過效果器處理聲音，最後由音響系統（放大器、揚聲器與音響）播放。 
其聲音訊息可以透過安裝在琴橋或琴身上的接觸式拾音器來提供電訊號，或是直接安裝內建的拾音器。有些拾音器是透過其他原理運作，例如類似電吉他的磁線圈拾音器，這類型需要使用鋼弦才能運作。 也有少數使用特殊的拾音系統將琴弦本身作為拾音元件，避免對大提琴的發聲部分進行任何改動。
不過如今的許多的電子大提琴的琴身是仿照傳統大提琴的外型， 但也有一些完全捨棄這種設計，選擇全新的琴身造型，甚至幾乎沒有身 。大多數電子大提琴仍配有傳統的尾針和膝部支撐，但也有些使用其他方式支撐，例如加長的尾針以便站立演奏或延伸支撐架。
電大提琴產生的音色可以根據曲目的需求，進而加入更多不同效果，甚至能夠模擬各種樂器音色。

## 起源 (20世紀初期－中期）
當各式各樣的電器於19世紀開始陸續出現時，人們亦開始思考電力是否都能應用在音樂和樂器上。踏入20世紀，世界上第一種電子樂器－特雷門琴誕生，此琴是俄羅斯發明家李昂·特雷門（Leon Theremin）在20世紀初期發明，並在此基礎上進行改進，包括“Terpsitone”、“Rhythmicon”、“鍵盤特雷門琴”和“電子大提琴”。而同一時期，法國人莫里斯·馬特諾於1928年發明「馬特諾音波琴」，並隨即申請其名稱及樂器的專利；他是名大提琴家，並且表示其实可以將特雷門琴理解為一種電子化的大提琴，或者說具有、保留了大提琴的表現力，但其實它的外表和大提琴是南辕北辙的。
20世紀中後期開始，隨著技術的再進步，電子音樂慢慢興起，電子樂器也開始逐漸生產，這些樂器通常也使用拾音器，它的主要工作是將琴弦的振動頻率轉換成電流訊（正式名稱叫做「傳感器」），並通過放大器和揚聲器播放聲音。

## 發展與專業化技術變革 (20世紀中後期）
隨著技術的進步，尤其是拾音器和音效處理技術的改進；Larry DiMarzio在 1971年推出了Super Distortion 與 Dual Sound 拾音器，這兩款拾音器是最早的大規模銷售的用於改裝的效果器，帶動了一股吉他改裝的風潮，也推動了其他電子樂器的運用，得以使電子樂器音質提升，一直持續到了今日，各家廠商都發展所屬的拾音器與控制器。
此外，製造商開始使用碳纖維和複合材料製作琴身，如今像是GEWA製作的電子大提琴，就是琴框採用碳纖維，減輕重量並提高耐用性，讓演奏者能夠更輕鬆地演奏並且便於攜帶。

## 2CELLOS的貢獻 (21世紀）
克羅埃西亞的二重奏組合 2CELLOS（Luka Šulić 和 Stjepan Hauser）對電子大提琴的普及和發展起到了推動作用。 他們的演出方式和錄音中廣泛使用電子大提琴，讓電子大提琴成為現代音樂的重要工具。由於他們是使用YAMAHA SVC-110，因此YAMAHA這牌子的電子大提琴才被廣為人知。 而其他一些著名的樂器品牌 如NS Design、GEWA 和 Zeta也生產出所屬高性能的電子大提琴，各有自己的優勢。